# Стенбрюн-ле-О
Стенбрю́н-ле-О (фр. Steinbrunn-le-Haut) — коммуна на северо-востоке Франции в регионе Гранд-Эст (бывший Эльзас — Шампань — Арденны — Лотарингия), департамент Верхний Рейн, округ Мюлуз, кантон Брёнстат. До марта 2015 года коммуна административно входила в состав упразднённого кантона Сирентс (округ Мюлуз).
Площадь коммуны — 9,21 км², население — 590 человек (2006) с тенденцией к стабилизации: 584 человека (2012), плотность населения — 63,4 чел/км².

## Население
Численность населения коммуны в 2011 году составляла 579 человек, а в 2012 году — 584 человека.
| 1962 | 1968 | 1975 | 1982 | 1990 | 1999 | 2006 | 2008 | 2011 | 2012 |
| ---- | ---- | ---- | ---- | ---- | ---- | ---- | ---- | ---- | ---- |
| 473  | 435  | 421  | 491  | 528  | 539  | 590  | 604  | 579  | 584  |

Динамика населения:

## Экономика
В 2010 году из 360 человек трудоспособного возраста (от 15 до 64 лет) 286 были экономически активными, 74 — неактивными (показатель активности 79,4 %, в 1999 году — 71,8 %). Из 286 активных трудоспособных жителей работали 277 человек (143 мужчины и 134 женщины), 9 числились безработными (7 мужчин и 2 женщины). Среди 74 трудоспособных неактивных граждан 30 были учениками либо студентами, 32 — пенсионерами, а ещё 12 — были неактивны в силу других причин.
На протяжении 2011 года в коммуне числилось 233 облагаемых налогом домохозяйства, в которых проживало 573,5 человека. При этом медиана доходов составила 29099 евро на одного налогоплательщика.

## Достопримечательности (фотогалерея)

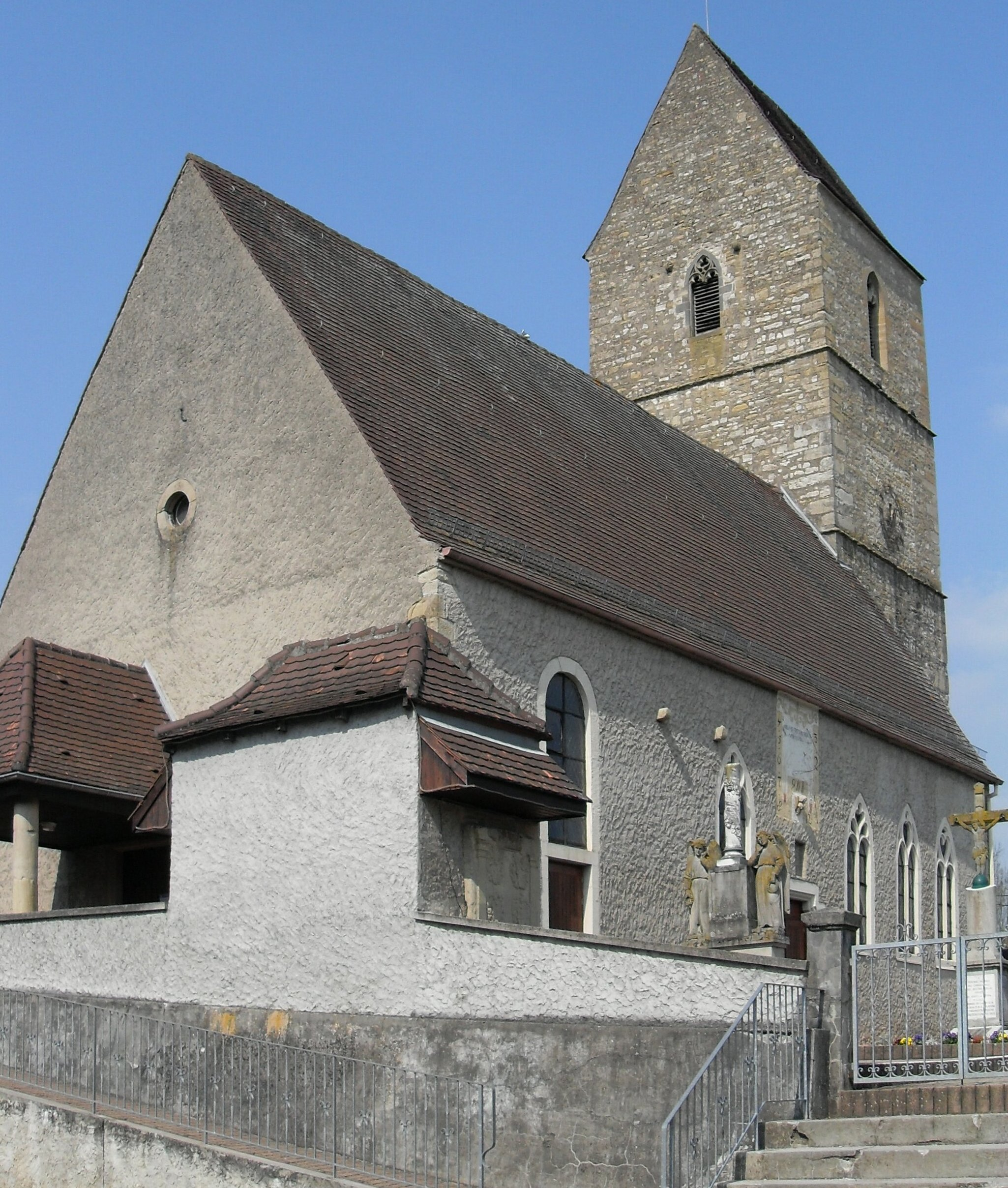
Церковь Сен-Мари
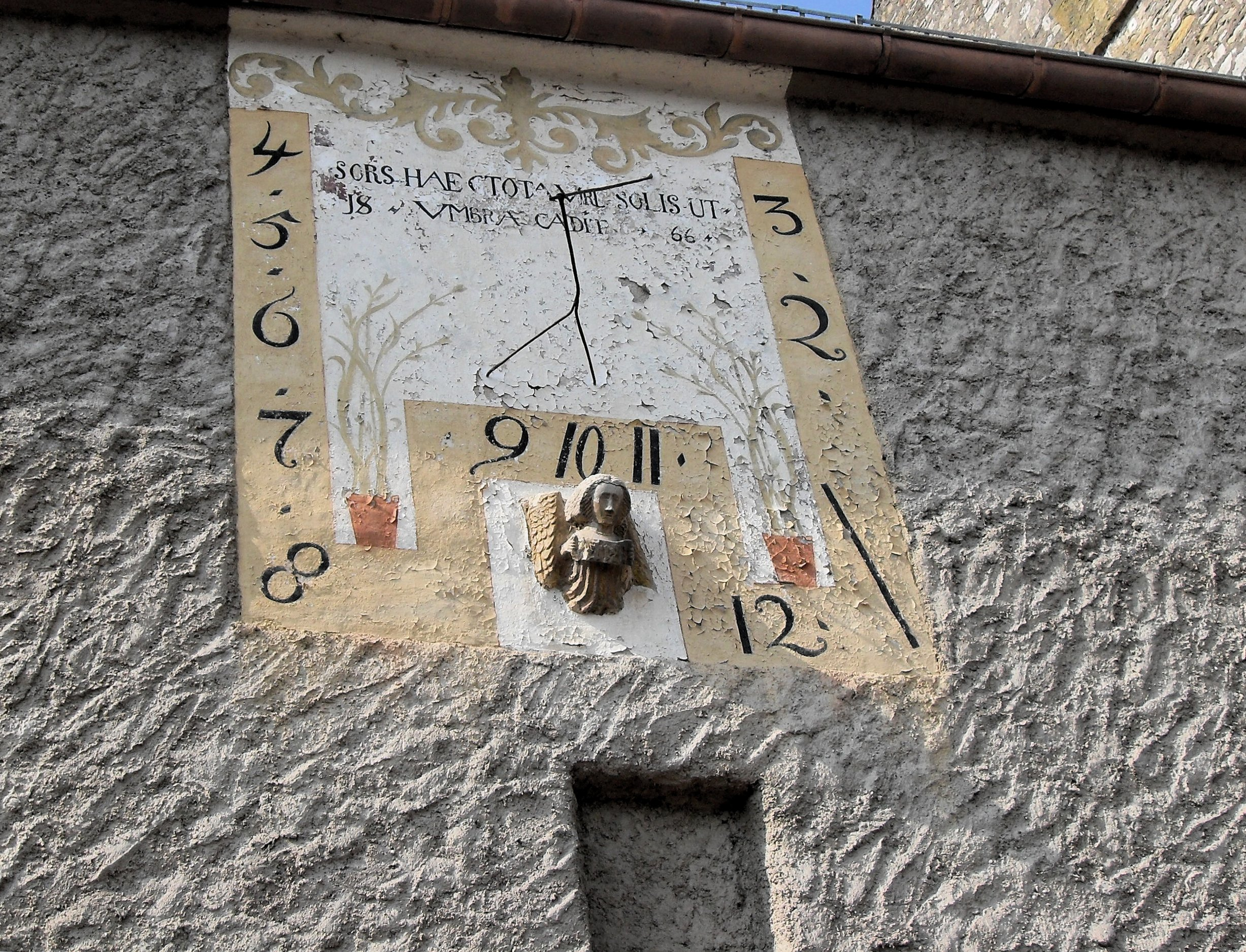
Солнечные часы на стене церкви Сен-Мари
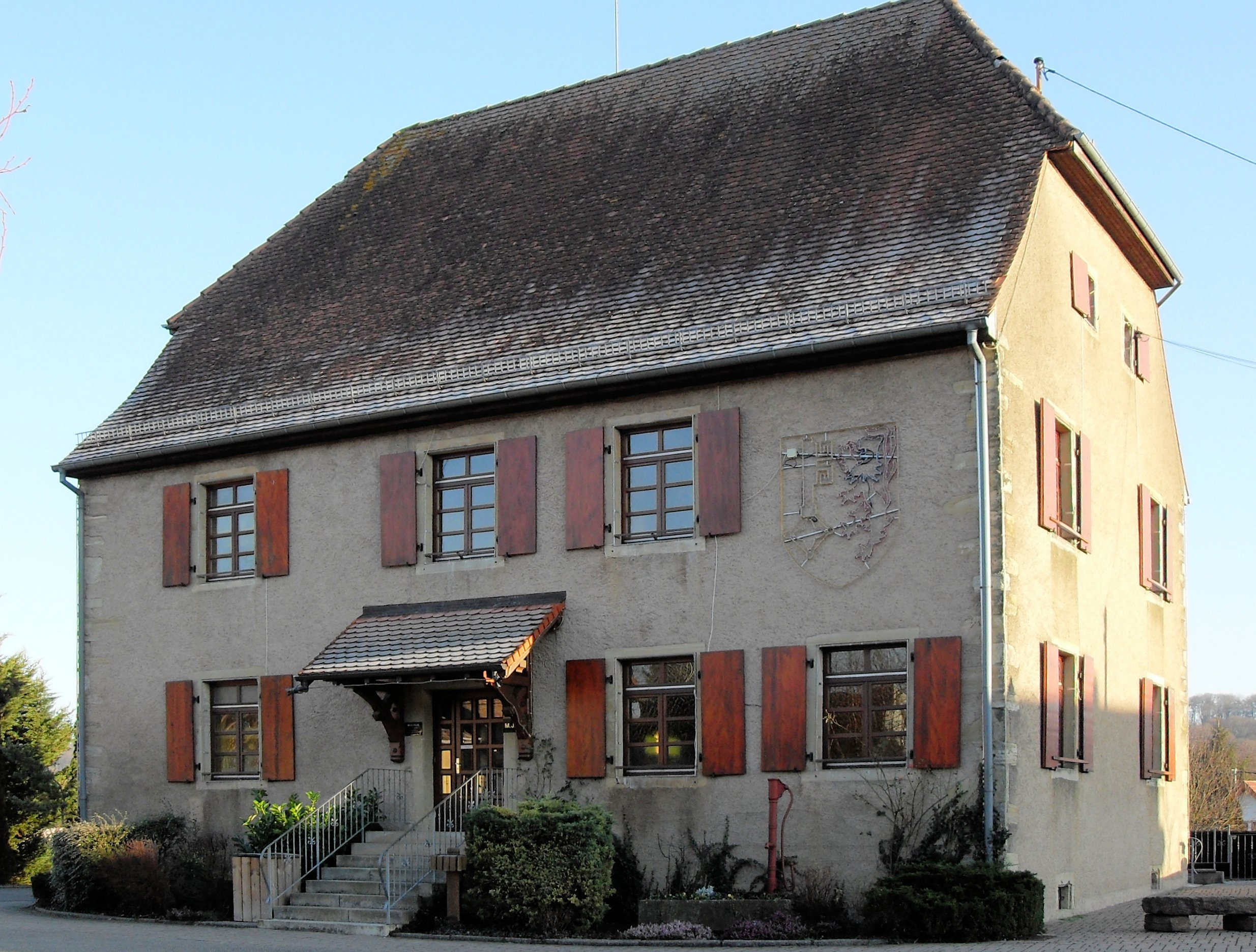
Здание мэрии
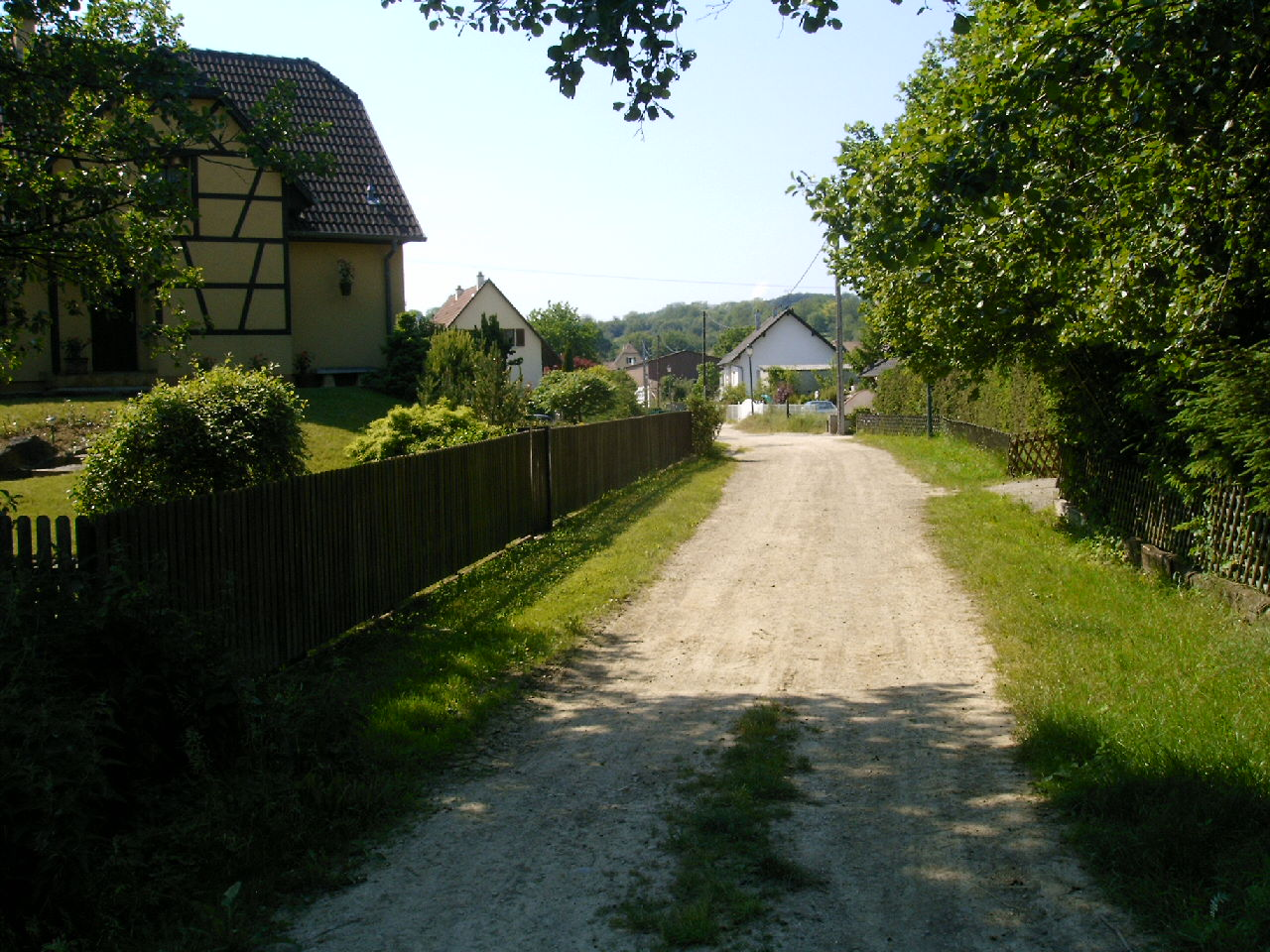
Улица